# Semana de Bell Ville 1947
Semana de Bell Ville 1947 je bila petnajsta dirka za Veliko nagrado v sezoni 1947. Odvijala se je 13. julija 1947 na dirkališču Bell Ville v argentinskem mestu Córdoba, na isti dan sta v Evropi potekali še dirki za Veliko nagrado Barija in Albija.

## Dirka
| Poz | Dirkač             | Moštvo              | Dirkalnik          | Krogi | Čas/Odstop |
| --- | ------------------ | ------------------- | ------------------ | ----- | ---------- |
| 1   | Oscar Gálvez       | YPF Cerveza Quilmes | Alfa Romeo 308     | 30    | 1:09:28    |
| 2   | Pablo Gulle        | Privatnik           | Hudson             | 29    | +1 krog    |
| 3   | Mario Sessarego    | Privatnik           | Chevrolet          | 29    | +1 krog    |
| 4   | Pascual Puopolo    | Privatnik           | Maserati 8C        | 28    | +2 kroga   |
| 5   | Juan Manuel Fangio | Privatnik           | Volpi-Rickenbacker | 28    | +2 kroga   |
| Ods | Italo Bizio        | Privatnik           | Maserati 8CL       |       |            |
| Ods | Juan Gálvez        | Privatnik           | Alfa Romeo 8C-35   |       |            |
| Ods | Pablo Llano        | Privatnik           | Maserati 8CL       |       |            |
| Ods | Pablo Pessatti     | Privatnik           | Alfa Romeo 8C-35   |       |            |
| Ods | Victorio Rosa      | Privatnik           | Maserati 8CL       |       |            |